# Cephalaspidomorphi
Classe
Les Cephalaspidomorphi sont un clade fossile d'agnathes.

## Liste des classes
- †Osteostraci Lankester, 1868
- †Galeaspida Y. H. Liu, 1965
- †Pituriaspida Young, 1991

## Classification
Le clade des Cephalaspidomorphi est décrit en 1971 par les paléontologues Moy-Thomas (d) & Miles (d).
Selon Paleobiology Database en 2024, ce taxon est un synonyme de la classe Petromyzontida.

## Description
Il faut pourtant noter que les phylogénies récentes ont exclu les Lamproies, précisément, de l'ensemble vraisemblablement formé par les taxons fossiles des Galeaspida, Pituriaspida et Osteostraci, plus proches parents des Gnathostomes que des lamproies. Le terme de "Cephalaspidomorphi" pour désigner les lamproies ne semble donc pas pertinent, puisqu'il dérive du nom d'un groupe d'Osteostraci.